# Inflationsindexierte Anleihe
Eine Inflationsindexierte Anleihe (auch Inflationsanleihe oder inflationsgeschützte Anleihe; weitere – aus dem Englischen abgeleitete – Bezeichnungen sind Inflation-linked bond, kurz Linker, Inflationsbond und Inflation-indexed bond) ist eine Art der Indexanleihe, deren Nominalzins und/oder Nominalwert an einen Verbraucherpreisindex gekoppelt ist.  

## Allgemeines
Das früher in Deutschland bestehende Indexierungsverbot wurde im Juni 1998 vor der Einführung des Euro aufgehoben, so dass seitdem in allen EU-Mitgliedstaaten auch Anleihen mit Wertsicherungsklausel statthaft sind. Die Bindung einer Anleihe an die Inflationsrate gehört nicht zu den üblichen Anleihebedingungen, so dass diese Anleiheart nicht zu den Standardanleihen gehört. Die inflationsindexierte Anleihe gehört zu den Indexanleihen, bei denen die Rückzahlung und/oder Zinszahlung von einem Index abhängt. Bei der inflationsindexierten Anleihe ist dies der Verbraucherpreisindex.

## Inhalt
Bei dieser Anleihe muss nicht – wie bei allen anderen Arten – zwischen Nominal- und Realrenditen unterschieden werden, denn ihre Anleihenrendite ist stets eine Realrendite, welche die Inflation oder Deflation berücksichtigt. Sie liegt damit in der Regel unterhalb der Nominalrendite, die zusätzlich die (unsichere) Inflationserwartung berücksichtigt und damit zusätzlich eine Risikoprämie enthält.
Eine inflationsindexierte Anleihe bietet dem Investor Schutz vor dem Inflationsrisiko, dem jeder Gläubiger ausgesetzt ist. Typische Vertreter dieses Anleihetyps passen den Nennwert und/oder die Kuponzahlungen an die jeweilige Entwicklung eines Inflationsindex im Zeitraum von der Anleihebegebung bis zur jeweiligen Zahlung von Kupon bzw. Nominale an.
Die inflationsindexierte Anleihe ähnelt bezüglich ihrer Zinsausschüttung einer variabel verzinslichen Anleihe, mit dem Unterschied, dass zusätzlich auch die Kapitalrückzahlung je nach Inflationsentwicklung unterschiedlich hoch ausfallen kann. Der „variable Zins“ ist jedoch nicht das Ergebnis eines veränderten Zinsniveaus, sondern der Veränderung der Inflationsrate. Bei Inflation steigt die Zinsausschüttung an, bei Deflation fällt sie, sofern in der Konstruktion der Anleihe für diesen Fall keine Sondervereinbarung getroffen ist.
Der Kupon einer inflationsgesicherten Anleihe wird auch als Realkupon, die Rendite einer inflationsgesicherten Anleihe als Realrendite bezeichnet.
Die Formulierung „real“ unterstreicht, dass Kapitalerträge dieser Anleihe nicht durch die Inflation in der Kaufkraft gemindert werden – sofern der zugrunde liegende Inflationsindex ein realistisches Bild der Inflationsentwicklung wiedergibt.
Für die Zahlung bei Fälligkeit sind zwei Varianten verbreitet:
- In der einen Variante wird auch bei Deflation die Nominale bei Fälligkeit der Anleihe nicht um die Deflation gemindert, wie z. B. bei indexierten deutschen Staatsanleihen.
- In der anderen Variante, wie sie z. B. bei indexierten US-Staatsanleihen vorzufinden ist, führt Deflation auch zu Minderung der Zahlung bei Fälligkeit der Anleihe.

Bei Emission der Anleihe zum Zeitpunkt {\displaystyle 0} ergibt sich die Kuponzahlung zum Zeitpunkt {\displaystyle t} abhängig vom Verbraucherpreisindex {\displaystyle VPI} wie folgt:
{\displaystyle \mathrm {Kuponzahlung} (t)=\mathrm {Nominal\cdot Kupon} \cdot {\frac {\mathrm {VPI} (t)}{\mathrm {VPI} (0)}}};
der Nominalwert am Laufzeitende {\displaystyle T} wird bestimmt als:
{\displaystyle \mathrm {Nominal} (T)=\mathrm {Nominal} \cdot {\frac {\mathrm {VPI} (T)}{\mathrm {VPI} (0)}}}.

## Zertifikate mit inflationsabhängiger Verzinsung
Von deutschen Banken wurden Zertifikate mit dem Namen „Inflationsanleihe“ an Privatkunden vermarktet, bei denen die Verzinsung vom EWWU-Verbraucherpreisindex ohne Tabakwaren (HVPI ex Tabak) abhängt. Zum Teil wird dabei eine Mindest- und/oder Maximalverzinsung festgelegt.
Der Kapitalschutz gilt nur für das Ende der Laufzeit. In der Zwischenzeit kann die Kursnotierung schwanken und auch unter den Nennbetrag der Anleihe fallen. Zudem unterliegen Zertifikate grundsätzlich keiner Einlagensicherung, wodurch sie bei Insolvenz der Bank nicht geschützt sind. Experten kritisieren auch die Undurchsichtigkeit dieser Finanzprodukte, weil hier leicht versteckte Kosten entstehen können.

## Varianten

### Zinsvariante
Bei der Zinsvariante wird der Kapitalwert der Anleihe nicht durch den Inflationsindex beeinflusst. Hier wird auf einen bei der Emission festgelegten Basiszinssatz zu jedem Kupontermin ein indexabhängiger Indexkoeffizient hinzuaddiert oder aufmultipliziert. Lediglich für die Zinszahlungen gibt es einen Inflationsausgleich. 

### Nominalwertvariante
Bei der Nominalwertvariante werden der ausgezahlte Zins und die Stückzinsen auf Basis des modifizierten Nominalwerts berechnet. Dies führt mit der Zeit zu einer steigenden absoluten Zinszahlung. Zum Fälligkeitstermin der Anleihe wird der um die Inflationsentwicklung vieler Jahre angepasste Nominalwert ausbezahlt. Die Nominalwertanpassung hat auch Auswirkungen auf den Abrechnungsbetrag beim Kauf einer solchen Anleihe: Während bei klassischen Anleihen der Kaufbetrag gleich Nominale mal Kurs ist (plus Stückzinsen und Spesen), wird hier zusätzlich mit dem Indexierungskoeffizienten multipliziert. Der Anleger sollte diesen in der Regel entsprechend höheren Kaufpreis beim Emittenten oder seiner Bank vorher erfragen, da er nicht aus der Kursnotierung in Tageszeitungen oder bei Börsendiensten und Online-Brokern ablesbar ist. Der höhere Abrechnungsbetrag kann je nach Ausgestaltung des jeweiligen Wertpapiers (insbesondere Laufzeit) und Inflationsentwicklung weitaus mehr als 25 Prozent vom Nennwert abweichen. Für deutsche inflationsindexierte Bundesanleihen veröffentlichen Deutsche Bundesbank und Finanzagentur diese tatsächlich beim Kauf zahlbaren modifizierten Nominalwerte (als „Kurs + Stückzinsen“).

#### Beispiel
Es sei eine konstante Inflationsrate von 1,5 Prozent jährlich angenommen. Eine fiktive inflationsindexierte Anleihe zahlt einen festen Kupon von 8 Prozent pro Jahr über eine Laufzeit von 30 Jahren. An Zinsen werden also 8 Euro pro 100 Euro Nominalwert gezahlt. Nach 10 Jahren Laufzeit erhöhte sich der Nominalwert aufgrund der Inflation von 100 auf 114,34 Euro. Die Zinszahlung stieg hierdurch gleichzeitig von 8 auf 9,15 Euro pro Jahr. Bei Fälligkeit werden pro ursprünglichen 100 Euro Nominalwert dann 154,00 Euro ausbezahlt. Die Zinszahlung im letzten Jahr wird 12,32 Euro pro ursprünglichen 100 Euro Nominalwert betragen.

## Besteuerung (Deutschland)
Nach deutschem Steuerrecht zählten inflationsindexierte Anleihen bis zur Einführung der Abgeltungsteuer zu den sogenannten Finanzinnovationen. Allerdings hat der Bundesfinanzhof die Kursgewinne/-verluste als abgrenzbar zum Zinsertrag bezeichnet (BFH 20. November 2006 (VIII R 97/02)). Damit ist zumindest bis 2009 der Kursgewinn/-verlust nach 1 Jahr Haltefrist nicht besteuerbar. Die Finanzämter werden die Papiere eventuell nicht einheitlich beurteilen (als Finanzinnovation oder nach dem BFH-Urteil).

## Ausprägungen
- Deutschland: Inflationsindexierte Bundesanleihe, Inflationsindexierte Bundesobligation[7] Zum Jahresende 2023 wurde die Begebung inflationsindexierter Bundeswertpapiere eingestellt. 4 Anleihen im Volumen über 66 Mrd. Euro sind noch umlaufend[8].
- Großbritannien: Inflation-linked Gilt (ILG)
- USA: Treasury inflation-protected security (TIPS)[9] oder inflation-protected security (IPS)
- Kanada: Real Return Bond (RRB)